# Cirugía reproductiva
La cirugía reproductiva es el uso de la cirugía en el campo de la medicina reproductiva. Se puede utilizar para la anticoncepción, por ejemplo, en la vasectomía, en la que se cortan los conductos deferentes de un hombre, pero también se utiliza abundantemente en la tecnología de reproducción asistida.
Un cirujano reproductivo es un obstetra-ginecólogo o urólogo que se especializa en cirugía reproductiva.

## En tecnología de reproducción asistida
La cirugía reproductiva se usa para tratar, por ejemplo, la obstrucción de las trompas de Falopio y la obstrucción del conducto deferente, o revertir una vasectomía mediante una vasectomía inversa.
La extracción quirúrgica de espermatozoides es un medio alternativo de recolección de semen, donde otros medios no son posibles, por ejemplo, en la recuperación póstuma de espermatozoides. Por su parte, la recolección de óvulos no requiere una intervención quirúrgica mayor, sino que se realiza a través de una punción folicular.

## Tendencias
A pesar de un aumento en el uso general de tecnología de reproducción asistida (TRA), las cirugías en las trompas de Falopio y los ovarios han disminuido. La cirugía reproductiva en las mujeres ha sido en gran medida complementaria a otros métodos de TRA, como la medicación, excepto en la infertilidad tubárica, donde la cirugía sigue siendo el tratamiento principal.